# ヨハン・ヒンドラー
ヨハン・ヒンドラー（Johann Hindler, 1951年 - ）は、オーストリアのクラリネット奏者。

## 経歴
- ウィーン国立音楽大学でペーター・シュミードルに師事、最優秀の成績で卒業。
- 1976年、ウィーン国立歌劇場管弦楽団に入団、続いて1978年、ウィーン・フィルハーモニー管弦楽団に入団。
- 1990年よりウィーン国立音楽大学の教授をつとめ、近年、教育者としての地位を確立。門下生には、ペトラ・ストゥンプ（世界的女流バスクラリネット奏者）、フェルディナント・シュタイナー（ザルツブルク・モーツァルテウム管首席奏者）、マティアス・ショルン（2007年よりウィーン・フィル首席奏者）、ダニエル・オッテンザマー（エルンスト・オッテンザマーの長男で、2009年秋よりウィーン・フィル首席奏者）などがおり多くの優秀な逸材を輩出。日本人では 小谷口直子らが師事している。
- 2005年、ムーティとの日本公演では、第1奏者として『運命の力』序曲の哀愁帯びたクラリネットの音色を聞かせた。
- ウィーン・フィル首席メンバーで構成された「ウィーン・リング・アンサンブル」メンバー。

## ディスコグラフィー
- 『ウィーンの森の物語』（PLCC-736）